# 安達洋
安達 洋（あだち ひろみ、1943年 - ）は、日本の建築構造学者。日本大学名誉教授。

## 来歴
新潟県長岡市に生まれる。1966年、日本大学理工学部建築学科を卒業して、引き続き大学院に進み、1968年に理工学研究科修士課程を修了した。
1971年、同大学院理工学研究科博士課程を単位取得退学し、理工学部助手となる。以後、専任講師（1980年）、助教授（1983年）を経て、1988年に教授に就任した。この間、1982年に工学博士の学位を取得している。
2000年、(財)国土開発技術研究センターの第2回建設技術開発賞(奨励賞)を受賞した。  

## 著書
- 『動的外乱に対する設計―現状と展望』(共著）日本建築学会、1999年
- 『耐震構造の設計―学びやすい構造設計』(共著）日本建築学会関東支部、2003年
- 日本建築学会（編）『ここが知りたい建築の?と! 』日本建築学会<会誌叢書>、2006年
- 『全訂新版・建築構造設計-鉄筋コンクリート構造・鋼構造-』理工図書、1983年